# Argidia calus
Argidia calus là một loài bướm đêm trong họ Noctuidae.